# A Riverdale epizódjainak listája
Ez a lap a Riverdale című amerikai televíziós sorozat epizódjait sorolja fel.

## Évadáttekintés
| Évad | Évad | Epizódok | Eredeti sugárzás   | Eredeti sugárzás    | Eredeti adó        | Magyar sugárzás     | Magyar sugárzás | Magyar adó |
| Évad | Évad | Epizódok | Évadpremier        | Évadfinálé          | Eredeti adó        | Évadpremier         | Évadfinálé      | Magyar adó |
| ---- | ---- | -------- | ------------------ | ------------------- | ------------------ | ------------------- | --------------- | ---------- |
|      | 1    | 13       | 2017. január 26.   | 2017. május 11.     |                    | 2017. január 27.    | 2017. május 12. |            |
|      | 2    | 22       | 2017. október 11.  | 2018. május 16.     | 2017. október 12.  | 2018. május 17.     |                 |            |
|      | 3    | 22       | 2018. október 10.  | 2019. május 15.     | 2018. október 11.  | 2020. március 19.   |                 |            |
|      | 4    | 19       | 2019. október 9.   | 2020. május 6.      | 2019. október 10.  | 2020. május 7.      |                 |            |
|      | 5    | 19       | 2021. január 20.   | 2021. október 6.    | 2021. január 30.   | 2021. október 7.    |                 |            |
|      | 6    | 22       | 2021. november 16. | 2022. július 31.    | 2021. november 23. | 2022. augusztus 1.  |                 |            |
|      | 7    | 20       | 2023. március 29.  | 2023. augusztus 23. | 2023. március 30.  | 2023. augusztus 24. |                 |            |

## Epizódok

### 1. évad (2017)
| Sor. | Év. | Cím | Rendező            | Író                                   | Premier                             | Nézettség   |
| ---- | --- | --- | ------------------ | ------------------------------------- | ----------------------------------- | ----------- |
| 1.   | 1.  | Első fejezet: A folyó széle (Chapter One: The River's Edge)                                              | Lee Toland Krieger | Roberto Aguirre-Sacasa                | 2017. január 26. 2017. január 27.   | 1,38 millió |
| 2.   | 2.  | Második fejezet: Az ördög érintése (Chapter Two: A Touch of Evil)                                        | Lee Toland Krieger | Roberto Aguirre-Sacasa                | 2017. február 2. 2017. február 3.   | 1,15 millió |
| 3.   | 3.  | Harmadik fejezet: Testek mindenütt (Chapter Three: Body Double)                                          | Lee Toland Krieger | Yolonda E. Lawrence                   | 2017. február 9. 2017. február 10.  | 1,20 millió |
| 4.   | 4.  | Negyedik fejezet: Az utolsó felvonás (Chapter Four: The Last Picture Show)                               | Mark Piznarski     | Michael Grassi                        | 2017. február 16. 2017. február 17. | 1,14 millió |
| 5.   | 5.  | Ötödik fejezet: A sötétség mélyén (Chapter Five: Heart of Darkness)                                      | Jesse Warn         | Ross Maxwell                          | 2017. február 23. 2017. február 24. | 0,98 millió |
| 6.   | 6.  | Hatodik fejezet: Gyorsabban, Vadmacskák! Öljetek! Öljetek! (Chapter Six: Faster, Pussycats! Kill! Kill!) | Steven A. Adelson  | Tessa Leigh Williams & Nicholas Zwart | 2017. március 2. 2017. március 3.   | 1,09 millió |
| 7.   | 7.  | Hetedik fejezet: Magányos helyen (Chapter Seven: In a Lonely Place)                                      | Allison Anders     | Aaron Allen                           | 2017. március 9. 2017. március 10.  | 1,03 millió |
| 8.   | 8.  | Nyolcadik fejezet: A kívülállók (Chapter Eight: The Outsiders)                                           | David Katzenberg   | Julia Cohen                           | 2017. március 30. 2017. március 31. | 0,99 millió |
| 9.   | 9.  | Kilencedik fejezet: A nagy illúzió (Chapter Nine: La Grande Illusion)                                    | Lee Rose           | James DeWille                         | 2017. április 6. 2017. április 7.   | 0,91 millió |
| 10.  | 10. | Tizedik fejezet: Elveszett hétvége (Chapter Ten: The Lost Weekend)                                       | Dawn Wilkinson     | Britta Lundin & Brian E. Paterson     | 2017. április 13. 2017. április 14. | 0,87 millió |
| 11.  | 11. | Tizenegyedik fejezet: Riverdale-be és vissza (Chapter Eleven: To Riverdale and Back Again)               | Kevin Sullivan     | Roberto Aguirre-Sacasa                | 2017. április 27. 2017. április 28. | 0,89 millió |
| 12.  | 12. | Tizenkettedik fejezet: Egy gyilkosság anatómiája (Chapter Twelve: Anatomy of a Murder)                   | Rob Seidenglanz    | Michael Grassi                        | 2017. május 4. 2017. május 5.       | 0,98 millió |
| 13.  | 13. | Tizenharmadik fejezet: Túlvilági béke (Chapter Thirteen: The Sweet Hereafter)                            | Lee Toland Krieger | Roberto Aguirre-Sacasa                | 2017. május 11. 2017. május 12.     | 0,96 millió |

### 2. évad (2017-2018)
| Sor. | Év. | Cím | Rendező           | Író                                      | Premier                               | Nézettség   |
| ---- | --- | --- | ----------------- | ---------------------------------------- | ------------------------------------- | ----------- |
| 14.  | 1.  | Tizennegyedik fejezet: Az utolsó csók (Chapter Fourteen: A Kiss Before Dying)                                  | Rob Seidenglanz   | Roberto Aguirre-Sacasa                   | 2017. október 11. 2017. október 12.   | 2,34 millió |
| 15.  | 2.  | Tizenötödik fejezet: Éjjeli baglyok (Chapter Fifteen: Nighthawks)                                              | Allison Anders    | Michael Grassi                           | 2017. október 18. 2017. október 19.   | 1,76 millió |
| 16.  | 3.  | Tizenhatodik fejezet: Az erdei megfigyelő (Chapter Sixteen: The Watcher in the Woods)                          | Kevin Sullivan    | Ross Maxwell                             | 2017. október 25. 2017. október 26.   | 1,62 millió |
| 17.  | 4.  | Tizenhetedik fejezet: A város, amelyik félt a naplementétől (Chapter Seventeen: The Town That Dreaded Sundown) | Jason Stone       | Amanda Lasher                            | 2017. november 1. 2017. november 2.   | 1,51 millió |
| 18.  | 5.  | Tizennyolcadik fejezet: Amikor egy idegen jelentkezik (Chapter Eighteen: When a Stranger Calls)                | Ellen Pressman    | Aaron Allen                              | 2017. november 8. 2017. november 9.   | 1,47 millió |
| 19.  | 6.  | Tizenkilencedik fejezet: Holtbiztos (Chapter Nineteen: Death Proof)                                            | Maggie Kiley      | Tessa Leigh Williams & Arabella Anderson | 2017. november 15. 2017. november 16. | 1,43 millió |
| 20.  | 7.  | Huszadik fejezet: Történetek a sötét oldalról (Chapter Twenty: Tales from the Darkside)                        | Dawn Wilkinson    | James DeWille                            | 2017. november 29. 2017. november 30. | 1,45 millió |
| 21.  | 8.  | Huszonegyedik fejezet: Az ördög háza (Chapter Twenty-One: House of the Devil)                                  | Kevin Sullivan    | Yolonda Lawrence                         | 2017. december 6. 2017. december 7.   | 1,48 millió |
| 22.  | 9.  | Huszonkettedik fejezet: Csendes éj, halálos éj (Chapter Twenty-Two: Silent Night, Deadly Night)                | Rob Seidenglanz   | Shepard Boucher                          | 2017. december 13. 2017. december 14. | 1,43 millió |
| 23.  | 10. | Huszonharmadik fejezet: Az iskolai dzsungel (Chapter Twenty-Three: The Blackboard Jungle)                      | Tim Hunter        | Britta Lundin & Brian E. Paterson        | 2018. január 17. 2018. január 18.     | 1,44 millió |
| 24.  | 11. | Huszonnegyedik fejezet: A birkózó (Chapter Twenty-Four: The Wrestler)                                          | Gregg Araki       | Greg Murray & Devon Turner               | 2018. január 24. 2018. január 25.     | 1,39 millió |
| 25.  | 12. | Huszonötödik fejezet: A gonosz és az isteni (Chapter Twenty-Five: The Wicked and the Divine)                   | Rachel Talalay    | Roberto Aguirre-Sacasa                   | 2018. január 31. 2018. február 1.     | 1,34 millió |
| 26.  | 13. | Huszonhatodik fejezet: Árulkodó szív (Chapter Twenty-Six: The Tell-Tale Heart)                                 | Julie Plec        | Michael Grassi                           | 2018. február 7. 2018. február 8.     | 1,28 millió |
| 27.  | 14. | Huszonhetedik fejezet: A sziklák szeme (Chapter Twenty-Seven: The Hills Have Eyes)                             | David Katzenberg  | Ross Maxwell                             | 2018. március 7. 2018. március 8.     | 1,26 millió |
| 28.  | 15. | Huszonnyolcadik fejezet: Vér fog folyni (Chapter Twenty-Eight: There Will Be Blood)                            | Mark Piznarski    | Aaron Allen                              | 2018. március 14. 2018. március 15.   | 1,19 millió |
| 29.  | 16. | Huszonkilencedik fejezet: Alapszínek (Chapter Twenty-Nine: Primary Colors)                                     | Sherwin Shilati   | James DeWille                            | 2018. március 21. 2018. március 22.   | 1,16 millió |
| 30.  | 17. | Harmincadik fejezet: Szorul a hurok (Chapter Thirty: The Noose Tightens)                                       | Alexis Ostrander  | Britta Lundin & Brian E. Paterson        | 2018. március 28. 2018. március 29.   | 0,96 millió |
| 31.  | 18. | Harmincegyedik fejezet: Egy emlékezetes éjszaka (Chapter Thirty-One: A Night to Remember)                      | Jason Stone       | Arabella Anderson & Tessa Leigh Williams | 2018. április 18. 2018. április 19.   | 1,10 millió |
| 32.  | 19. | Harminckettedik fejezet: Foglyok (Chapter Thirty-Two: Prisoners)                                               | Jennifer Phang    | Cristine Chambers                        | 2018. április 25. 2018. április 26.   | 1,17 millió |
| 33.  | 20. | Harmincharmadik fejezet: A kétség árnya (Chapter Thirty-Three: Shadow of a Doubt)                              | Gregory Smith     | Yolanda E. Lawrence                      | 2018. május 2. 2018. május 3.         | 1,11 millió |
| 34.  | 21. | Harmincnegyedik fejezet: Az ítélet éjszakája (Chapter Thirty-Four: Judgment Night)                             | Cherie Nowlan     | Shepard Boucher                          | 2018. május 9. 2018. május 10.        | 1,00 millió |
| 35.  | 22. | Harmincötödik fejezet: Szép új világ (Chapter Thirty-Five: Brave New World)                                    | Steven A. Adelson | Roberto Aguirre-Sacasa                   | 2018. május 16. 2018. május 17.       | 1,28 millió |

### 3. évad (2018-2019)
| Sor. | Év. | Cím                                                                                                   | Rendező            | Író                                      | Premier                             | Nézettség   |
| ---- | --- | --- | ------------------ | ---------------------------------------- | ----------------------------------- | ----------- |
| 36.  | 1.  | Harminchatodik fejezet: Szeptember első hétfője (Chapter Thirty-Six: Labor Day)                       | Kevin Sullivan     | Roberto Aguirre-Sacasa                   | 2018. október 10. 2018. október 11. | 1,50 millió |
| 37.  | 2.  | Harminchetedik fejezet: A börtön ablakába (Chapter Thirty-Seven: Fortune and Men's Eyes)              | Jeff Woolnough     | Michael Grassi                           | 2018. október 17. 2018. október 18. | 1,28 millió |
| 38.  | 3.  | Harmincnyolcadik fejezet: Amint fent, úgy lent (Chapter Thirty-Eight: As Above, So Below)             | Jeff Hunt          | Aaron Allen                              | 2018. október 24. 2020. január 2.   | 1,40 millió |
| 39.  | 4.  | Harminckilencedik fejezet: Éjféli klub (Chapter Thirty-Nine: The Midnight Club)                       | Dawn Wilkinson     | Tessa Leigh Williams                     | 2018. november 7. 2020. január 15.  | 1,37 millió |
| 40.  | 5.  | Negyvenedik fejezet: A menekülés (Chapter Forty: The Great Escape)                                    | Pam Romanowsky     | Greg Murray és Ace Hasan                 | 2018. november 14. 2020. január 15. | 1,25 millió |
| 41.  | 6.  | Negyvenegyedik fejezet: Hajtóvadászat (Chapter Forty-One: Manhunter)                                  | Rachel Talalay     | Cristine Chambers                        | 2018. november 28. 2020. január 15. | 1,27 millió |
| 42.  | 7.  | Negyvenkettedik fejezet: A fekete ruhás ember (Chapter Forty-Two: The Man in Black)                   | Alex Pillai        | Janine Salinas Schoenberg                | 2018. december 5. 2020. január 15.  | 1,09 millió |
| 43.  | 8.  | Negyvenharmadik fejezet: Vírus (Chapter Forty-Three: Outbreak)                                        | John Kretchmer     | James DeWille                            | 2018. december 12. 2020. január 15. | 1,20 millió |
| 44.  | 9.  | Negyvennegyedik fejezet: Nincs kiút (Chapter Forty-Four: No Exit)                                     | Jeff Hunt          | Arabella Anderson                        | 2019. január 16. 2020. január 15.   | 1,32 millió |
| 45.  | 10. | Negyvenötödik fejezet: Az idegen (Chapter Forty-Five: The Stranger)                                   | Maggie Kiley       | Brian E. Paterson                        | 2019. január 23. 2020. január 15.   | 1,12 millió |
| 46.  | 11. | Negyvenhatodik fejezet: A vörös dália (Chapter Forty-Six: The Red Dahlia)                             | Greg Smith         | Devon Turner és Will Ewing               | 2019. január 30. 2020. március 19.  | 1,26 millió |
| 47.  | 12. | Negyvenhetedik fejezet: Bizarrságok áradata (Chapter Forty-Seven: Bizarrodale)                        | Harry Jierjian     | Britta Lundin                            | 2019. február 6. 2020. március 19.  | 0,96 millió |
| 48.  | 13. | Negyvennyolcadik fejezet: Rekviem a váltósúlyért (Chapter Forty-Eight: Requiem for a Welterweight)    | Tawnia McKiernan   | Michael Grassi                           | 2019. február 27. 2020. március 19. | 0,86 millió |
| 49.  | 14. | Negyvenkilencedik fejezet: Tűz, jöjj velem! (Chapter Forty-Nine: Fire Walk with Me)                   | Marisol Adler      | Aaron Allen                              | 2019. március 6. 2020. március 19.  | 0,92 millió |
| 50.  | 15. | Ötvenedik fejezet: Amerikai álmok (Chapter Fifty: American Dreams)                                    | Gabriel Correa     | Roberto Aguirre-Sacasa                   | 2019. március 13. 2020. március 19. | 0,95 millió |
| 51.  | 16. | Ötvenegyedik fejezet: Nagy vidámság (Chapter Fifty-One: Big Fun)                                      | Maggie Kiley       | Tessa Leigh Williams                     | 2019. március 20. 2020. március 19. | 0,81 millió |
| 52.  | 17. | Ötvenkettedik fejezet: A razzia (Chapter Fifty-Two: The Raid)                                         | Pamela Romanowsky  | Greg Murray és Ace Hasan                 | 2019. március 27. 2020. március 19. | 0,81 millió |
| 53.  | 18. | Ötvenharmadik fejezet: Nyelvtörő (Chapter Fifty-Three: Jawbreaker)                                    | Gabriel Correa     | Brian E. Paterson és Arabella Anderson   | 2019. április 17. 2020. március 19. | 0,80 millió |
| 54.  | 19. | Ötvenegyedik fejezet: Félelem a kaszástól (Chapter Fifty-Four: Fear the Reaper)                       | Alexandra La Roche | Janine Salinas Schoenberg és Will Ewing  | 2019. április 24. 2020. március 19. | 0,71 millió |
| 55.  | 20. | Ötvenötödik fejezet: Az iskolai bál éjszakája (Chapter Fifty-Five: Prom Night)                        | David Katzenberg   | Britta Lundin és Devon Turner            | 2019. május 1. 2020. március 19.    | 0,70 millió |
| 56.  | 21. | Ötvenhatodik fejezet: A Harvest-ház sötét titka (Chapter Fifty-Six: The Dark Secret of Harvest House) | Rob Seidenglanz    | Cristine Chambers és James DeWille       | 2019. május 8. 2020. március 19.    | 0,74 millió |
| 57.  | 22. | Ötvenhetedik fejezet: Túlélni az éjszakát (Chapter Fifty-Seven: Survive the Night)                    | Rachel Talalay     | Roberto Aguirre-Sacasa és Michael Grassi | 2019. május 15. 2020. március 19.   | 0,86 millió |

### 4. évad (2019-2020)
| Sor. | Év. | Cím | Rendező           | Író                                 | Premier                               | Nézettség   |
| ---- | --- | --- | ----------------- | ----------------------------------- | ------------------------------------- | ----------- |
| 58.  | 1.  | Ötvennyolcadik fejezet: In Memoriam (Chapter Fifty-Eight: In Memoriam)                                         | Gabriel Correa    | Roberto Aguirre-Sacasa              | 2019. október 9. 2019. október 10.    | 1,14 millió |
| 59.  | 2.  | Ötvenkilencedik fejezet: Változó világ a Riverdale gimiben (Chapter Fifty-Nine: Fast Times at Riverdale High)  | Pamela Romanowsky | Michael Grassi és Will Ewing        | 2019. október 16. 2019. október 17.   | 0,80 millió |
| 60.  | 3.  | Hatvanadik fejezet: Egy forró délután (Chapter Sixty: Dog Day Afternoon)                                       | Gregory Smith     | Ace Hasan és Greg Murray            | 2019. október 23. 2019. október 24.   | 0,87 millió |
| 61.  | 4.  | Hatvanegyedik fejezet: Halloween (Chapter Sixty-One: Halloween)                                                | Erin Feeley       | Janine Salinas Schoenberg           | 2019. október 30. 2019. október 31.   | 0,74 millió |
| 62.  | 5.  | Hatvankettedik fejezet: „A vád tanúja” (Chapter Sixty-Two: Witness for the Prosecution)                        | Harry Jierjian    | Devon Turner                        | 2019. november 6. 2019. november 7.   | 0,76 millió |
| 63.  | 6.  | Hatvanharmadik fejezet: Előre elrendeltetett (Chapter Sixty-Three: Hereditary)                                 | Gabriel Correa    | James DeWille                       | 2019. november 13. 2019. november 14. | 0,82 millió |
| 64.  | 7.  | Hatvannegyedik fejezet: A jégvihar (Chapter Sixty-Four: The Ice Storm)                                         | Alex Pillai       | Arabella Anderson                   | 2019. november 20. 2019. november 21. | 0,74 millió |
| 65.  | 8.  | Hatvanötödik fejezet: Ahogy velünk törődnek (Chapter Sixty-Five: In Treatment)                                 | Michael Goi       | Tessa Leigh Williams                | 2019. december 4. 2019. december 17.  | 0,69 millió |
| 66.  | 9.  | Hatvanhatodik fejezet: Mandarin (Chapter Sixty-Six: Tangerine)                                                 | Gabriel Correa    | Brian E. Paterson                   | 2019. december 11. 2019. december 23. | 0,73 millió |
| 67.  | 10. | Hatvanhetedik fejezet: Az áhított versenycsapat (Chapter Sixty-Seven: Varsity Blues)                           | Roxanne Benjamin  | Aaron Allen                         | 2020. január 22. 2020. január 27.     | 0,79 millió |
| 68.  | 11. | Hatvannyolcadik fejezet: A kvízműsor (Chapter Sixty-Eight: Quiz Show)                                          | Chell Stephen     | Ted Sullivan                        | 2020. január 29. 2020. február 3.     | 0,73 millió |
| 69.  | 12. | Hatvankilencedik fejezet: A becsületes ember (Chapter Sixty-Nine: Men of Honor)                                | Catriona McKenzie | Ariana Jackson                      | 2020. február 5. 2020. február 12.    | 0,65 millió |
| 70.  | 13. | Hetvenedik fejezet: Március idusa (Chapter Seventy: The Ides of March)                                         | Claudia Yarmy     | Chrissy Maroon és Evan Kyle         | 2020. február 12. 2020. február 18.   | 0,65 millió |
| 71.  | 14. | Hetvenegyedik fejezet: Hogyan ússzunk meg egy gyilkosságot? (Chapter Seventy-One: How to Get Away with Murder) | James DeWille     | Arabella Anderson                   | 2020. február 26. 2020. március 1.    | 0,67 millió |
| 72.  | 15. | Hetvenkettedik fejezet: A halál hívása (Chapter Seventy-Two: To Die For)                                       | Shannon Kohli     | Roberto Aguirre-Sacasa              | 2020. március 4. 2020. március 7.     | 0,66 millió |
| 73.  | 16. | Hetvenharmadik fejezet: A zárt szoba (Chapter Seventy-Three: The Locked Room)                                  | Tessa Blake       | Aaron Allen                         | 2020. március 11. 2020. március 14.   | 0,66 millió |
| 74.  | 17. | Hetvennegyedik fejezet: Gonosz kis város (Chapter Seventy-Four: Wicked Little Town)                            | Antonio Negret    | Tessa Leigh Williams                | 2020. április 15. 2020. április 19.   | 0,54 millió |
| 75.  | 18. | Hetvenötödik fejezet: Lynch stílusában (Chapter Seventy-Five: Lynchian)                                        | Steven A. Adelson | Ariana Jackson és Brian E. Paterson | 2020. április 29. 2020. május 2.      | 0,66 millió |
| 76.  | 19. | Hetvenhatodik fejezet: Mr. Honey meggyilkolása (Chapter Seventy-Six: Killing Mr. Honey)                        | Mädchen Amick     | James DeWille és Ted Sullivan       | 2020. május 6. 2020. május 7.         | 0,65 millió |

### 5. évad (2021)
| Sor. | Év. | Cím                                                                                       | Rendező           | Író                                       | Premier                                   | Nézettség   |
| ---- | --- | ----------------------------------------------------------------------------------------- | ----------------- | ----------------------------------------- | ----------------------------------------- | ----------- |
| 77.  | 1.  | Hetvenhetedik fejezet: Csúcspont (Chapter Seventy-Seven: Climax)                          | Pamela Romanowsky | Ace Hasan és Greg Murray                  | 2021. január 20. 2021. január 30.         | 0,63 millió |
| 78.  | 2.  | Hetvennyolcadik fejezet: Az elit gyilkosságok (Chapter Seventy-Eight: The Preppy Murders) | Gabriel Correa    | Janine Salinas Schoenberg és Devon Turner | 2021. január 27. 2021. február 6.         | 0,52 millió |
| 79.  | 3.  | Hetvenkilencedik fejezet: Ballagás (Chapter Seventy-Nine: Graduation)                     | Gabriel Correa    | Roberto Aguirre-Sacasa                    | 2021. február 3. 2021. február 17.        | 0,54 millió |
| 80.  | 4.  | Nyolcvanadik fejezet: Purgatórium (Chapter Eighty: Purgatorio)                            | Steven A. Adelson | Roberto Aguirre-Sacasa                    | 2021. február 10. 2021. február 21.       | 0,48 millió |
| 81.  | 5.  | Nyolcvanegyedik fejezet: A hazatérés (Chapter Eighty-One: The Homecoming)                 | Steven A. Adelson | Michael Grassi                            | 2021. február 17. 2021. február 25.       | 0,59 millió |
| 82.  | 6.  | Nyolcvankettedik fejezet: Vissza a suliba (Chapter Eighty-Two: Back to School)            | Gabriel Correa    | Ariana Jackson                            | 2021. február 24. 2021. március 6.        | 0,60 millió |
| 83.  | 7.  | Nyolcvanharmadik fejezet: Tűz az égben (Chapter Eighty-Three: Fire in the Sky)            | Gabriel Correa    | Ted Sullivan                              | 2021. március 10. 2021. március 18.       | 0,52 millió |
| 84.  | 8.  | Nyolcvannegyedik fejezet: Kulcs a zárját (Chapter Eighty-Four: Lock & Key)                | Rachel Talalay    | Arabella Anderson                         | 2021. március 17. 2021. március 26.       | 0,45 millió |
| 85.  | 9.  | Nyolcvanötödik fejezet: Pusztító (Chapter Eighty-Five: Destroyer)                         | Rob Seidenglanz   | Ace Hasan                                 | 2021. március 24. 2021. április 4.        | 0,46 millió |
| 86.  | 10. | Nyolcvanhatodik fejezet: Tűpárnázás (Chapter Eighty-Six: The Pincushion Man)              | Gabriel Correa    | Chrissy Maroon                            | 2021. március 31. 2021. április 8.        | 0,49 millió |
| 87.  | 11. | Nyolcvanhetedik fejezet: Fura hálótársak (Chapter Eighty-Seven: Strange Bedfellows)       | Tessa Blake       | Aaron Allen                               | 2021. augusztus 11. 2021. augusztus 12.   | 0,38 millió |
| 88.  | 12. | Nyolcvannyolcadik fejezet: „Hiram állampolgár” (Chapter Eighty-Eight: Citizen Lodge)      | James DeWille     | Brian E. Peterson                         | 2021. augusztus 18. 2021. augusztus 19.   | 0,47 millió |
| 89.  | 13. | Nyolcvankilencedik fejezet: Kutyaszorítóban (Chapter Eighty-Nine: Reservoir Dogs)         | Gabriel Correa    | Evan Kyle                                 | 2021. augusztus 25. 2021. augusztus 26.   | 0,47 millió |
| 90.  | 14. | Kilencvenedik fejezet: Az éjszakai galéria (Chapter Ninety: The Night Gallery)            | Mädchen Amic      | James DeWille                             | 2021. szeptember 1. 2021. szeptember 2.   | 0,36 millió |
| 91.  | 15. | Kilencvenegyedik fejezet: A Vadmacskák (Chapter Ninety-One: Return of the Pussycats)      | Robin Givens      | Ariana Jackson és Evan Kyle               | 2021. szeptember 8. 2021. szeptember 9.   | 0,39 millió |
| 92.  | 16. | Kilencvenkettedik fejezet: Fegyvertársak (Chapter Ninety-Two: Band of Brothers)           | Robin Givens      | Janine Salinas Schoenberg                 | 2021. szeptember 15. 2021. szeptember 16. | 0,45 millió |
| 93.  | 17. | Kilencvenharmadik fejezet: Haláltánc (Chapter Ninety-Three: Dance of Death)               | Nathalie Boltt    | Devon Turner                              | 2021. szeptember 22. 2021. szeptember 23. | 0,35 millió |
| 94.  | 18. | Kilencvennegyedik fejezet: Majdnem normális (Chapter Ninety-Four: Next to Normal)         | Ron Richard       | Tessa Leigh Williams                      | 2021. szeptember 29. 2021. szeptember 30. | 0,25 millió |
| 95.  | 19. | Kilencvenötödik fejezet: Riverdale: RIP(?) (Chapter Ninety-Five: RIVERDALE: RIP(?))       | Gabriel Correa    | Roberto Aguirre-Sacasa és Greg Murray     | 2021. október 6. 2021. október 7.         | 0,36 millió |

### 6. évad (2021-2022)
| Sor. | Év. | Cím | Rendező             | Író                                           | Premier                               | Nézettség   |
| ---- | --- | --- | ------------------- | --------------------------------------------- | ------------------------------------- | ----------- |
| 96.  | 1.  | Kilencvenhatodik fejezet: Üdvözlünk Rivervale-ben! (Chapter Ninety-Six: Welcome to Rivervale)                                  | Gabriel Correa      | Roberto Aguirre-Sacasa                        | 2021. november 16. 2021. november 17. | 0,33 millió |
| 97.  | 2.  | Kilencvenhetedik fejezet: Kísértethistóriák (Chapter Ninety-Seven: Ghost Stories)                                              | Gabriel Correa      | Janine Salinas Schoenberg                     | 2021. november 23. 2021. november 24. | 0,34 millió |
| 98.  | 3.  | Kilencvennyolcadik fejezet: Mr. Cypher (Chapter Ninety-Eight: Mr. Cypher)                                                      | Jeff Woolnough      | Greg Murray                                   | 2021. november 30. 2021. december 1.  | 0,26 millió |
| 99.  | 4.  | Kilencvenkilencedik fejezet: A boszorkányok órája (Chapter Ninety-Nine: The Witching Hour(s))                                  | James DeWille       | Arabella Anderson                             | 2021. december 7. 2021. december 8.   | 0,27 millió |
| 100. | 5.  | Századik fejezet: Jughead paradoxonja (Chapter One Hundred: The Jughead Paradox)                                               | Gabriel Correa      | Roberto Aguirre-Sacasa                        | 2021. december 14. 2021. december 15. | 0,29 millió |
| 101. | 6.  | Százegyedik fejezet: Hihetetlen (Chapter One Hundred and One: Unbelievable)                                                    | James DeWille       | James DeWille                                 | 2022. március 20. 2022. március 21.   | 0,23 millió |
| 102. | 7.  | Százkettedik fejezet: Halál a temetésen (Chapter One Hundred and Two: Death at a Funeral)                                      | Tara Dafoe          | Ted Sullivan                                  | 2022. március 27. 2022. március 28.   | 0,21 millió |
| 103. | 8.  | Százharmadik fejezet: A város (Chapter One Hundred and Three: The Town)                                                        | Rob Seidenglanz     | Brian E. Paterson                             | 2022. április 3. 2022. április 4.     | 0,18 millió |
| 104. | 9.  | Száznegyedik fejezet: A kígyó vezércsele (Chapter One Hundred and Four: The Serpent Queen's Gambit)                            | Antonio Negret      | Danielle Iman                                 | 2022. április 10. 2022. április 11.   | 0,22 millió |
| 105. | 10. | Százötödik fejezet: Népi hősök (Chapter One Hundred and Five: Folk Heroes)                                                     | Gabriel Correa      | Devon Turner                                  | 2022. április 17. 2022. április 18.   | 0,23 millió |
| 106. | 11. | Százhatodik fejezet: Angyalok Amerikában (Chapter One Hundred and Six: Angels in America)                                      | Claudia Yarmy       | Evan Kyle                                     | 2022. április 24. 2022. április 25.   | 0,21 millió |
| 107. | 12. | Százhetedik fejezet: A köd (Chapter One Hundred and Seven: In the Fog)                                                         | Jeff Woolnough      | Chrissy Maroon                                | 2022. május 1. 2022. május 2.         | 0,16 millió |
| 108. | 13. | Száznyolcadik fejezet: Ex libris (Chapter One Hundred and Eight: Ex-Libris)                                                    | Ruba Nadda          | Aaron Allen                                   | 2022. május 8. 2022. május 9.         | 0,19 millió |
| 109. | 14. | Százkilencedik fejezet: Mérgező (Chapter One Hundred and Nine: Venomous)                                                       | Lisa Soper          | Tessa Leigh Williams                          | 2022. május 15. 2022. május 16.       | 0,20 millió |
| 110. | 15. | Száztizedik fejezet: Vannak dolgok, amelyek éjszaka csapnak le (Chapter One Hundred and Ten: Things That Go Bump in the Night) | Gabriel Correa      | Gigi Swift & Ryan Terrebonne                  | 2022. május 22. 2022. május 23.       | 0,21 millió |
| 111. | 16. | Száztizenegyedik fejezet: Munkásosztály (Chapter One Hundred and Eleven: Blue Collar)                                          | Tara Dafoe          | James DeWille & Arabella Anderson             | 2022. május 29. 2022. május 30.       | 0,17 millió |
| 112. | 17. | Száztizenkettedik fejezet: Amerikai pszichók (Chapter One Hundred and Twelve: American Psychos)                                | Gabriel Correa      | Tessa Leigh Williams & Greg Murray            | 2022. június 12. 2022. június 13.     | 0,24 millió |
| 113. | 18. | Száztizenharmadik fejezet: Bibliai (Chapter One Hundred and Thirteen: Biblical)                                                | Ronald Paul Richard | Janine Salinas Schoenberg & Brian E. Paterson | 2022. június 26. 2022. június 27.     | 0,29 millió |
| 114. | 19. | Száztizennegyedik fejezet: Riverdale-i boszorkányok (Chapter One Hundred and Fourteen: The Witches of Riverdale)               | Alex Sanjiv Pillai  | Roberto Aguirre-Sacasa & Chrissy Maroon       | 2022. július 10. 2022. július 11.     | 0,22 millió |
| 115. | 20. | Száztizenötödik fejezet: Visszatérés Rivervale-be (Chapter One Hundred and Fifteen: Return to Rivervale)                       | Anna Kerrigan       | Ted Sullivan & Devon Turner                   | 2022. július 17. 2022. július 18.     | 0,26 millió |
| 116. | 21. | Száztizenhatodik fejezet: A harc (Chapter One Hundred and Sixteen: The Stand)                                                  | Cierra Glaudé       | Danielle Iman & Evan Kyle                     | 2022. július 24. 2022. július 25.     | 0,23 millió |
| 117. | 22. | Száztizenhetedik fejezet: Az üstökös éjszakája (Chapter One Hundred and Seventeen: Night of the Comet)                         | Gabriel Correa      | Roberto Aguirre-Sacasa & Aaron Allen          | 2022. július 31. 2022. augusztus 1.   | 0,17 millió |

### 7. évad (2023)
| Sor. | Év. | Cím | Rendező                 | Író                                           | Premier                                 | Nézettség   |
| ---- | --- | --- | ----------------------- | --------------------------------------------- | --------------------------------------- | ----------- |
| 118. | 1.  | Száztizennyolcadik fejezet: Ne aggódj, drágám! (Chapter One Hundred and Eighteen: Don't Worry, Darling)              | Ronald Paul Richard     | Roberto Aguirre-Sacasa & Danielle Iman        | 2023. március 29. 2023. március 30.     | 0,26 millió |
| 119. | 2.  | Száztizenkilencedik fejezet: UGRÁS, SZÖKKENÉS ÉS PUFF! (Chapter One Hundred and Nineteen: Skip, Hop, and Thump!)     | Ronald Paul Richard     | Ariana Jackson                                | 2023. április 5. 2023. április 6.       | 0,27 millió |
| 120. | 3.  | Százhuszadik fejezet: Szexoktatás (Chapter One Hundred and Twenty: Sex Education)                                    | James DeWille           | Janine Salinas Schoenberg                     | 2023. április 12. 2023. április 13.     | 0,22 millió |
| 121. | 4.  | Százhuszonegyedik fejezet: Szerelem és házasság (Chapter One Hundred and Twenty-One: Love & Marriage)                | Claudia Yarmy           | Chrissy Maroon                                | 2023. április 19. 2023. április 20.     | 0,25 millió |
| 122. | 5.  | Százhuszonkettedik fejezet: Hajmeresztő mesék (Chapter One Hundred Twenty-Two: Tales in a Jugular Vein)              | Jeff Woolnough          | Greg Murray                                   | 2023. április 26. 2023. április 27.     | 0,19 millió |
| 123. | 6.  | Százhuszonharmadik fejezet: Leskelődés (Chapter One Hundred Twenty-Three: Peep Show)                                 | Amy Myrold              | Ted Sullivan                                  | 2023. május 3. 2023. május 4.           | 0,21 millió |
| 124. | 7.  | Százhuszonnegyedik fejezet: Piszkos tánc (Chapter One Hundred Twenty-Four: Dirty Dancing)                            | Jesse Warn              | Aaron Allen                                   | 2023. május 10. 2023. május 11.         | 0,20 millió |
| 125. | 8.  | Százhuszonötödik fejezet: Vágyálmok (Chapter One Hundred Twenty-Five: Hoop Dreams)                                   | Cierra "Shooter" Glaude | Evan Kyle                                     | 2023. május 17. 2023. május 18.         | 0,23 millió |
| 126. | 9.  | Százhuszonhatodik fejezet: Betty és Veronica (Chapter One Hundred Twenty-Six: Betty & Veronica Double Digest)        | Alex Sanjiv Pillai      | Will Ewing                                    | 2023. május 24. 2023. május 25.         | 0,19 millió |
| 127. | 10. | Százhuszonhetedik fejezet: Amerikai graffiti (Chapter One Hundred Twenty-Seven: American Graffiti)                   | Kevin Rodney Sullivan   | Nate Burke & Sam Rubinek                      | 2023. május 31. 2023. június 1.         | 0,28 millió |
| 128. | 11. | Százhuszonnyolcadik fejezet: Halloween II. (Chapter One Hundred Twenty-Eight: Halloween II)                          | Ronald Paul Richard     | Felicia Ho                                    | 2023. június 7. 2023. június 8.         | 0,23 millió |
| 129. | 12. | Százhuszonkilencedik fejezet: A bukás után (Chapter One Hundred Twenty-Nine: After the Fall)                         | Julia Bettencourt       | Gigi Swift                                    | 2023. június 21. 2023. június 22.       | 0,19 millió |
| 130. | 13. | Százharmincadik fejezet: Az olvasztótégely (Chapter One Hundred and Thirty: The Crucible)                            | Mädchen Amick           | Janine Salinas Schoenberg & Will Ewing        | 2023. június 28. 2023. június 29.       | 0,19 millió |
| 131. | 14. | Százharmincegyedik fejezet: A musical (Chapter One Hundred and Thirty-One: Archie the Musical)                       | Ronald Paul Richard     | Tessa Leigh Williams                          | 2023. július 5. 2023. július 6.         | 0,21 millió |
| 132. | 15. | Százharminckettedik fejezet: Miss Riverdale-i Tini (Chapter One Hundred and Thirty-Two: Miss Teen Riverdale)         | Michael Goi             | Aaron Allen & Chrissy Maroon                  | 2023. július 19. 2023. július 20.       | 0,22 millió |
| 133. | 16. | Százharmincharmadik fejezet: Bika (Chapter One Hundred and Thirty-Three: Stag)                                       | Rob Seidenglanz         | Ryan Terrebonne                               | 2023. július 26. 2023. július 27.       | 0,16 millió |
| 134. | 17. | Százharmincnegyedik fejezet: Másik fajta macska (Chapter One Hundred and Thirty-Four: A Different Kind of Cat)       | Kevin Rodney Sullivan   | Ariana Jackson & Evan Kyle                    | 2023. augusztus 2. 2023. augusztus 3.   | 0,21 millió |
| 135. | 18. | Százharmincötödik fejezet: Egy szebb jövőért (Chapter One Hundred and Thirty-Five: A Better Tomorrow)                | Greg Smith              | Ted Sullivan & Greg Murray                    | 2023. augusztus 9. 2023. augusztus 10.  | 0,22 millió |
| 136. | 19. | Százharminchatodik fejezet: A televízió aranykora (Chapter One Hundred and Thirty-Six: The Golden Age of Television) | Tara Dafoe              | Roberto Aguirre-Sacasa & Tessa Leigh Williams | 2023. augusztus 16. 2023. augusztus 17. | 0,19 millió |
| 137. | 20. | Százharminchetedik fejezet: Viszlát, Riverdale (Chapter One Hundred and Thirty-Seven: Goodbye, Riverdale)            | Roberto Aguirre-Sacasa  | Roberto Aguirre-Sacasa                        | 2023. augusztus 23. 2023. augusztus 24. | 0,21 millió |